# George Makdisi
George Abraham Makdisi (Detroit, 15 maggio 1920 – Media, 6 settembre 2002) è stato un orientalista e storico statunitense.
Professore Emerito di "Studi arabi e islamici" nella University of Pennsylvania a Philadelphia,  si formò dal punto di vista della preparazione scolastica e universitaria dapprima negli Stati Uniti e poi in Libano, per laurearsi poi nel 1964 in Francia, nella parigina Sorbona.
Insegnò nella University of Michigan e ad Harvard prima di raggiungere la University of Pennsylvania nel 1973, come professore di "Arabo". Qui rimase fino al pensionamento nel 1990, quando ricopriva la carica di direttore del Dipartimento di Studi Orientali.
Particolarmente interessato al tema dell'istruzione superiore nel mondo islamico classico, fu attento studioso anche del dotto hanbalita Ibn ʿAqīl, reso noto dal suo lavoro al-Wāḍiḥ fī uṣūl al-fiqh, che Makdisi pubblicò in tre volumi, editi a Stoccarda dalla Steiner Verlag.
Era socio onorario di numerose organizzazioni scientifiche professionali.
È morto a 82 anni a Media (Pennsylvania).

## Opere scelte
- The Rise of Colleges, 1981
- The Rise of Humanism, 1990